# Holly Near
Holly Near (6 de junio de 1949 en Ukiah, California) es una cantautora, actriz y activista estadounidense.

## Primeros años
Luego de iniciar su educación secundaria en 1963, Holly Near se unió a la agrupación Freedom Singers, una banda de música folk. En 1968 se unió al programa de artes teatrales de la Universidad de California; ese año asistió a su primera protesta en contra de la guerra de Vietnam.

## Carrera

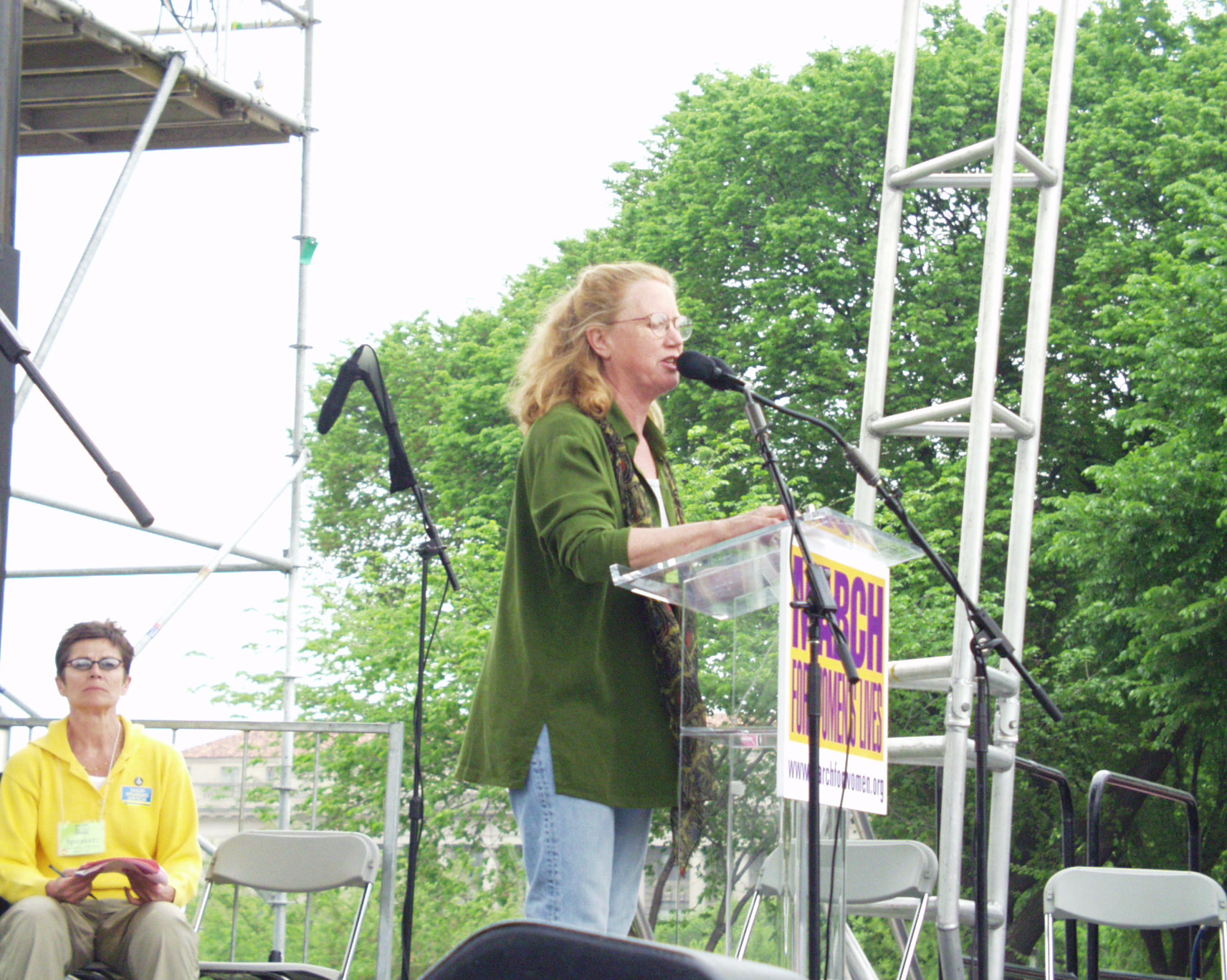
Holly Near en una marcha por los derechos de la mujer en el año 2004.

Su carrera profesional inició en 1969 con una participación en la serie de televisión The Mod Squad, seguida de apariciones en otras series como Room 222, All in the Family y The Partridge Family. Hizo papeles en cine en películas como Slaughterhouse-Five y Minnie and Moskowitz y obtuvo un papel importante en Dogfight de 1991.
Hizo parte brevemente del grupo de comedia musical "First National Nothing", apareciendo en el álbum If You Sit Real Still and Hold My Hand, You Will Hear Absolutely Nothing (Columbia Records).
En 1970, Near participó en el reconocido musical Hair. En 1971 se unió a la gira Free The Army, un evento organizado por el activista antibélico Fred Gardner y por los actores Jane Fonda y Donald Sutherland. En 1972 fundó una disquera independiente llamada Redwood Records.
Durante su larga carrera en el folk y la música protesta, Holly Near ha trabajado con una amplia variedad de artistas y bandas, entre los que destacan Ronnie Gilbert, Pete Seeger, Arlo Guthrie, Mercedes Sosa, Bernice Johnson Reagon, Bonnie Raitt, Jackson Browne, Meg Christian, Cris Williamson, Linda Tillery, Joan Báez, Phil Ochs, Harry Belafonte, Inti-Illimani, entre otros. Escribió una biografía a comienzos de la década de 1990 llamada Fire in the Rain, Singer in the Storm.

## Vida personal
Como resultado de sus viajes por el Pacífico con la gira Free The Army, Near se convirtió en feminista. En 1976 confesó su homosexualidad y su relación con la cantautora Meg Christian. Near fue probablemente la primera lesbiana entrevistada por la revista People.

## Discografía
- Hang in There, Redwood Records (1973)
- A Live Album, Redwood Records (1975)
- You Can Know All I AM, Redwood Records (1976)
- Imagine My Surprise, Redwood Records (1978) (con Meg Christian)
- Fire in the Rain, Redwood Records (1981) producido por June Millington
- Speed of Light, Redwood Records (1982)
- Journeys, Redwood Records (1983)
- Lifeline, Redwood Records (1983) (con Ronnie Gilbert)
- Watch Out!, Redwood Records (1984) (con John McCutcheon y Trapezoid)
- Sing to Me the Dream, Redwood Records (1984) (con Inti Illimani)
- HARP, Redwood Records (1985) (con Pete Seeger, Ronnie Gilbert y Arlo Guthrie)
- Singing With You, Redwood Records (1987) (con Ronnie Gilbert)
- Don't Hold Back, Redwood Records (1987)
- Sky Dances, Redwood Records (1989)
- Singer in the Storm, Chameleon Music Group (1990) (con Ronnie Gilbert)
- Musical Highlights, Redwood Records/Calico tracks Music (1993)
- This Train Still Runs, Abbe Alice Music (1996) (con Ronnie Gilbert)
- With a Song in My Heart, Calico Tracks Music (1997)
- Edge, Calico Tracks Music (2000)
- Cris & Holly, HC Recordings (2003) (con Cris Williamson)
- Show Up, Calico Tracks Music (2006)
- Sing to Me the Dream, Calico Tracks Music (2008)
- We Came to Sing, Calico Tracks Music (2009) (con Emma's Revolution)
- Peace Becomes You, Calico Tracks Music (2012)

## Filmografía
- Angel, Angel, Down We Go (1969), Tara Nicole Steele
- The Magic Garden of Stanley Sweetheart (1970), Fran
- The Todd Killings (1971), Norma
- Minnie and Moskowitz (1971), Irish
- F.T.A. (1972), Ella misma
- Matadero cinco (1972), Barbara Pilgrim
- The Weavers: Wasn't That a Time! (1982), Ella misma
- Women of Summer (1985), Ella misma
- Dogfight (1991), Rose
- Heartwood (1998), Lucille Burris